# 秦二
摩羯座30，又名BD-18 5903，HD 202671、SAO 164286、HR 8137，是摩羯座的一颗恒星，视星等为5.43，位于銀經31.73，銀緯-40.23，其B1900.0坐标为赤經21h 12m 20.8s，赤緯-18° -40.23′ 15″。